# Mimetus echinatus
Espèce
Mimetus echinatus est une espèce d'araignées aranéomorphes de la famille des Mimetidae.

## Distribution
Cette espèce est endémique du Hunan en Chine,.

## Publication originale
- Wang, 1990 : Study on the spiders of family Mimetidae from south China (Arachnida: Araneae). Acta Zootaxonomica Sinica, vol. 15, no 1, p. 36-47.